# جایزه تتراهدرون
جایزه تتراهدرون برای خلاقیت در شیمی آلی یا بیوشیمی آلی و شیمی دارویی، جایزه‌ای است که هر ساله توسط پایگاه الزویر، ناشر مجله تتراهدرون، اهدا می‌شود. این جایزه از سال ۱۹۸۰ به افتخار همکاران مؤسس این انتشارات، رابرت رابینسون و رابرت برنز وودوارد آغاز شده است. این جایزه شامل یک مدال طلا، گواهی نامه و یک جایزه ۱۵۰۰۰ دلاری است. 

## برندگان
در ادامه لیست برندگان جوایز به تفکیک سال، آمده است که عبارت‌اند از:
| - ۲۰۱۹ - پیتر شولتز - ۲۰۱۸ - جان هارتویگ و استفان بوشوالد - ۲۰۱۷ - لارا کسلینگ - ۲۰۱۶ - برنارد فرینگا - ۲۰۱۵ - ویلیام یورگنسن - ۲۰۱۴ - بری تراست و جیرو سوجی - ۲۰۱۳ - شانکار بالاسبرامانیان - ۲۰۱۲ - پل وندر - ۲۰۱۱ - مانفرد ریتز - ۲۰۱۰ - ساتوشی آمورا - ۲۰۰۹ - استیون لوی | - ۲۰۰۸ - لری ای. اورمن - ۲۰۰۷ - فراسر استودارت - ۲۰۰۶ - هیساشی یاماموتو - ۲۰۰۵ - برند گایسه - ۲۰۰۴ - کوجی ناکانیشی - ۲۰۰۳ - رابرت گرابز و دیتر زباخ - ۲۰۰۲ - کی. سی. نیکولاو - ۲۰۰۱ - یوشیتو کیشی - ۲۰۰۰ - پیتر دروان - ۱۹۹۹ - آنری کاگان - ۱۹۹۸ - دیوید اوانس و تراکی موکایاما | - ۱۹۹۷ - استوارت شریبر - ۱۹۹۶ - ساموئل جی. دانیشفسکی - ۱۹۹۵ - آلن آر. باترزبای و یان اسکات - ۱۹۹۳ - ریوجی نویوری و کارل شارپلس - ۱۹۹۱ - ویلیام سامر جانسون - ۱۹۸۹ - مایکل دوئر - ۱۹۸۷ - آرتور بیرچ - ۱۹۸۵ - گیلبرت استورک - ۱۹۸۳ - الیاس کوری - ۱۹۸۱ - آلبرت اشنموزر |